# Barguelonne
Barguelonne – rzeka we Francji, przepływająca przez tereny departamentów Lot oraz Tarn i Garonna, o długości 61,1 km. Stanowi prawy dopływ rzeki Garonny.